# Вакцина Minhai проти COVID-19
Вакцина проти COVID-19 Китайської академії медичних наук (спрощ.: 康泰民海新冠疫苗), також KCONVAC (спрощ.: 可维克; ютпхін: Kěwéikè) — кандидат на інактивовану вакцину проти COVID-19, який розроблений компанією «Shenzhen Kangtai Biological Products Co» та її дочірньою компанією «Beijing Minhai Biotechnology Co., Ltd».

## Клінічні дослідження
У жовтні 2020 року розпочалась I фаза клінічних досліджень вакцини «KCONVAC» за участю 180 добровольців у Китаї. Пізніше розпочалась ІІ фаза клінічних досліджень вакцини за участю 1000 добровольців у Китаї.
У травні 2021 року розпочалась ІІІ фаза клінічних досліджень вакцини «KCONVAC» за участю 28 тисяч добровольців у кількох країнах світу.

### Клінічні дослідження на дітях і підлітках
У серпні 2021 року розпочалась І фаза клінічних досліджень вакцини «KCONVAC» за участю 84 дітей і підлітків у Китаї.
У вересні 2021 року планується ІІ фаза клінічних досліджень вакцини «KCONVAC» за участю 480 дітей і підлітків у Китаї.

## Схвалення
14 травня 2021 року вакцина «Minhai» проти COVID-19 стала четвертою інактивованою китайською вакциною проти COVID-19, дозволеною для екстреного застосування.